# Leon Bolier
 (juillet 2024).
Si vous disposez d'ouvrages ou d'articles de référence ou si vous connaissez des sites web de qualité traitant du thème abordé ici, merci de compléter l'article en donnant les références utiles à sa vérifiabilité et en les liant à la section « Notes et références ».
Léon Bolier, né le 21 octobre 1980 à Elspeet, est un compositeur néerlandais de musique trance. Il est également DJ et producteur.
Sa carrière a commencé à prendre de l'importance en 2008 grâce à plusieurs de ses compositions, notamment Ocean Drive Boulevard. Il entre à la 95e place au classement DJ Mag 2008, et atteint la 63e place dès l'année suivante. Ses morceaux ont été joués par des DJs internationaux comme Tiësto et Armin van Buuren. 

## Discographie

### Albums
- 2008 : Pictures
- 2010 : Phantasma
- 2015: Atmostopia (crédité WSTLNDR)

### Mixes
- 2008 : Trance Mission
- 2009 : Streamlined 2009 - Buenos Aires
- 2011 : Streamlined 2011 - Tunis
- 2012 : The Retrospective 2006-2011 (inédit)

### Singles
- 2018 : In The Water (avec Trobi)
- 2018 : Grow Up
- 2018 : One of Them Nights (feat. Roya)
- 2017 : Discotheque
- 2017 : Untangled
- 2016 : Ipanema
- 2016 : Sweet Love
- 2015 : Lost & Found (avec Redondo feat. Bitter's Kiss)
- 2015 : Forever And A Day (avec Natalie Peris)
- 2014 : Sunshine (Brighten Up My Days) (avec Redondo)
- 2013 : Couch Surfin
- 2012 : Trumpets (avec Alex Kenji)
- 2012 : Silver (avec Talla 2XLC)
- 2012 : Beach Chords (avec Marcus Schossow)
- 2012 : Us
- 2012 : Prelude & Kiev
- 2012 : Me
- 2012 : You
- 2011 : The Peacemaker
- 2011 : The Lovemaker
- 2011 : Vengeance Vengeance
- 2011 : Absolut (avec Joop)
- 2011 : Ost Kaas (avec Marcus Schossow)
- 2011 : Cape Town
- 2010 : Elysian Fields
- 2010 : Saturn (avec W&W)
- 2010 : By Your Side (I Will Be There) (feat. Fisher)
- 2010 : That Morning
- 2010 : Dark Star (avec Sied van Riel)
- 2010 : 2099 (avec Marcus Schossow)
- 2010 : Shimamoto
- 2009 : NSFW
- 2009 : Medellin
- 2009 : Lunar Diamond
- 2009 : Seraphic
- 2009 : Last Light Tonight (avec Menno De Jong)
- 2009 : This (feat. Floria Ambra)
- 2009 : Wet Dream (avec Galen Behr)
- 2009 : Thug & Sofa Cure
- 2008 : YE
- 2008 : XD
- 2008 : The Night Is Young
- 2008 : One / Two
- 2008 : Ocean Drive Boulevard
- 2008 : Malibeer / With The Flame In The Pipe
- 2008 : I Finally Found (feat. Simon Binkenborn)
- 2008 : Hold On
- 2008 : Deep Red
- 2007 : Summernight Confessions
- 2006 : Bonaire
- 2006 : Poseïdon
- 2006 : No Need To Come Back (feat. Elsa Hill)

### Remixes
- 2013 : Mark Van Dale with Enrico - Water Verve (Leon Bolier Remix)
- 2012 : Snatt & Vix - So Far Away (Leon Bolier Remix)
- 2011 : Raphinha Bartel - Double Evidence (Leon Bolier Remix)
- 2009 : Aly & Fila - Khepera (Leon Bolier Remix)
- 2009 : Cliff Coenraad - Gone South (Leon Bolier Remix)
- 2009 : Push - Global Age (Leon Bolier Remix)
- 2009 : Arnej - Dust In The Wind (Leon Bolier Remix)
- 2009 : W&W - The Plan (Leon Bolier Remix)
- 2009 : Breakfast - Air Guitar (Leon Bolier Remix)
- 2008 : Karl G feat. Vicky Fee - Repeat Again (Leon Bolier Remix)
- 2008 : Airbase - The Road Not Taken (Leon Bolier remix)
- 2008 : Leon Bolier vs. Kamaya Painters - Endless Ocean Wave (Leon Bolier mash-up)
- 2008 : Embrace - Embrace (Leon Bolier Remix)
- 2008 : Seth Hutton feat. Judie Tzuke - Don't Look Behind You (Leon Bolier Remix)
- 2008 : Jamaster A - Cicada (Leon Bolier Remix)
- 2007 : Carlos - Alanda (Leon Bolier Remix)
- 2007 : Joop - The Future (Leon Bolier Remix)
- 2007 : Kenneth Thomas - Soleil Noir (Leon Bolier Remix)
- 2007 : Joop - Prominent (Leon Bolier Remix)
- 2007 : Dave202 - Torrent (Leon Bolier Remix)
- 2007 : Evil Robot - Just Go! (Leon Bolier Remix)
- 2007 : Activa - Genetic (Leon Bolier vs Joop Remix)
- 2007 : Stephen J. Kroos - Formalistick (Leon Bolier Remix)
- 2007 : Sied van Riel - Sigh (Leon Bolier Remix)
- 2007 : Splitscreen - Boomblasta (Leon Bolier Vs. Joop Remix)
- 2006 : Carlos - The Silmarillia 2007 (Leon Bolier Remix)
- 2006 : Gott & Gordon - Midnight (Leon Bolier Remix)
- 2006 : JPL - Ilmola (Leon Bolier Remix)
- 2006 : Mike Shiver - Feelings (Leon Bolier Remix)
- 2006 : Xtranova - The Way We Were (Leon Bolier Remix)
- 2005 : Niklas Harding & Redshift - Pagoda (Leon Bolier Remix)
- 2004 : Can & Marcus Schossow - Blabarsmonstret (Leon Bolier Remix)